# Aeroportul Port Lions
Aeroportul Port Lions (IATA: ORI, FAA LID: ORI) este un aeroport din Alaska, Statele Unite ale Americii ce deservește zona Port Lions⁠(d). Aeroportul a fost tranzitat în 2019 de 2.966 de pasageri. A fost numit după zona deservită.
Situat la o altitudine de 16 m, aeroportul dispune de 1 pistă.

## Infrastructură

### Piste
Aeroportul dispune de o singură pistă. Pista 07/25 are suprafața de pietriș și dimensiunile 2.200 picioare × 75 picioare. 